# Екибастуз
Екибастуз (на казахски: Екібастұз, на руски: Экибастуз) e град от областно значение в Павлодарска област, Североизточен Казахстан.
Населението на града е 163 879 души през 2012 година.

## Образование
Образователната система включва 86 учреждения, 8 висши училища, колежи и филиали, в които се обучават над 4000 студенти.
Общообразователните училища в града са 55, в това число – 42 средни училища, 2 основни, 11 начални, 5 гимназии и лицеи, 1 помощно училище. В тях се обучават над 20 000 души.